# Pontassieve
Pontassieve là một đô thị ở tỉnh Firenze trong vùng Toscana, tọa lạc khoảng 14 km về phía đông của Florence, nearby Fiesole, tại điểm hợp lưu của sông Arno và sông Sieve rivers. Tại thời điểm ngày 31 tháng 12 năm 2004, đô thị này có dân số 20.581 người và diện tích là 114,4 km².
Pontassieve giáp các đô thị sau: Bagno a Ripoli, Borgo San Lorenzo, Dicomano, Fiesole, Pelago, Rignano sull'Arno, Rufina, Vicchio.

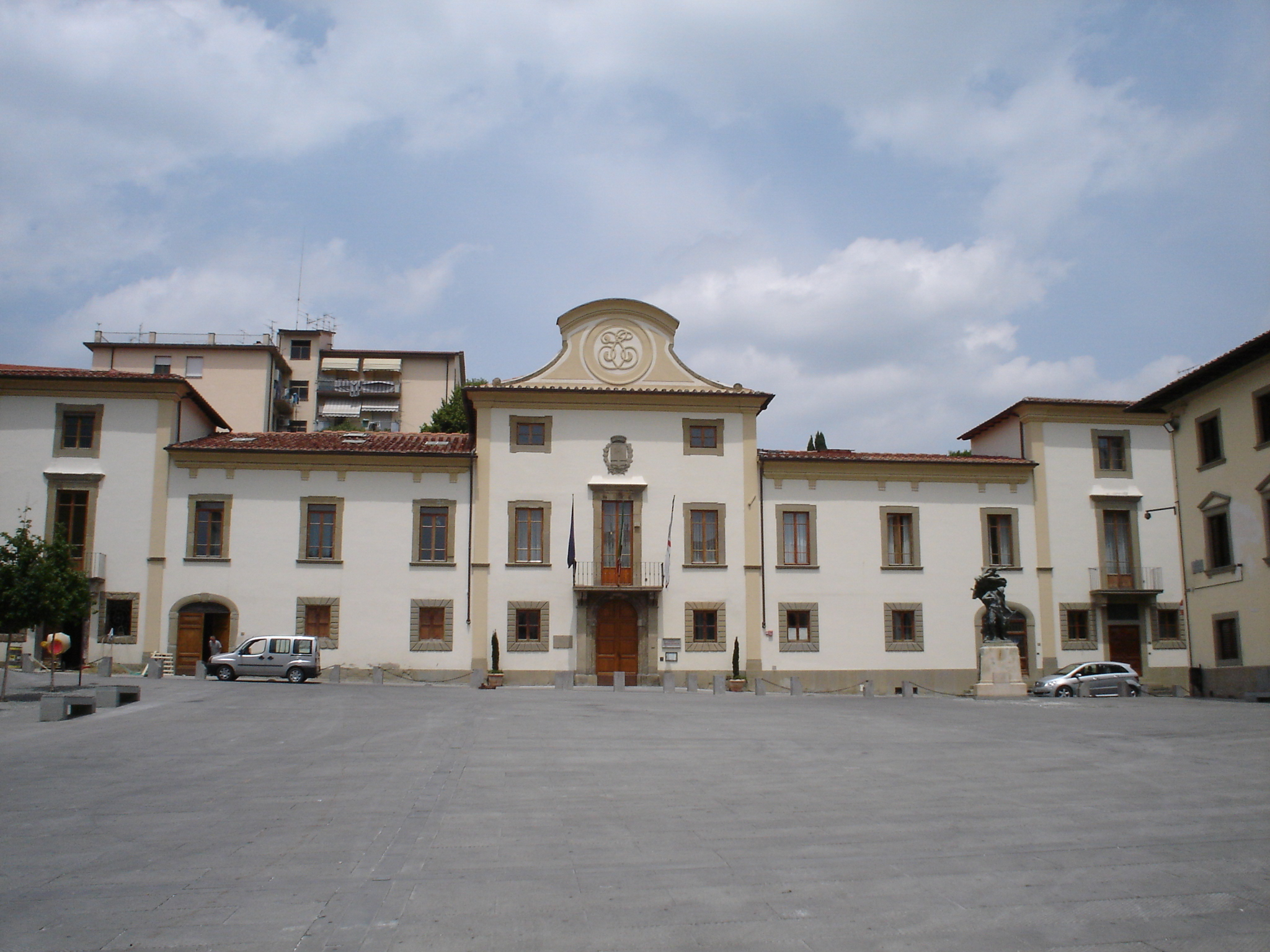
Piazza Vittorio Emanuele II
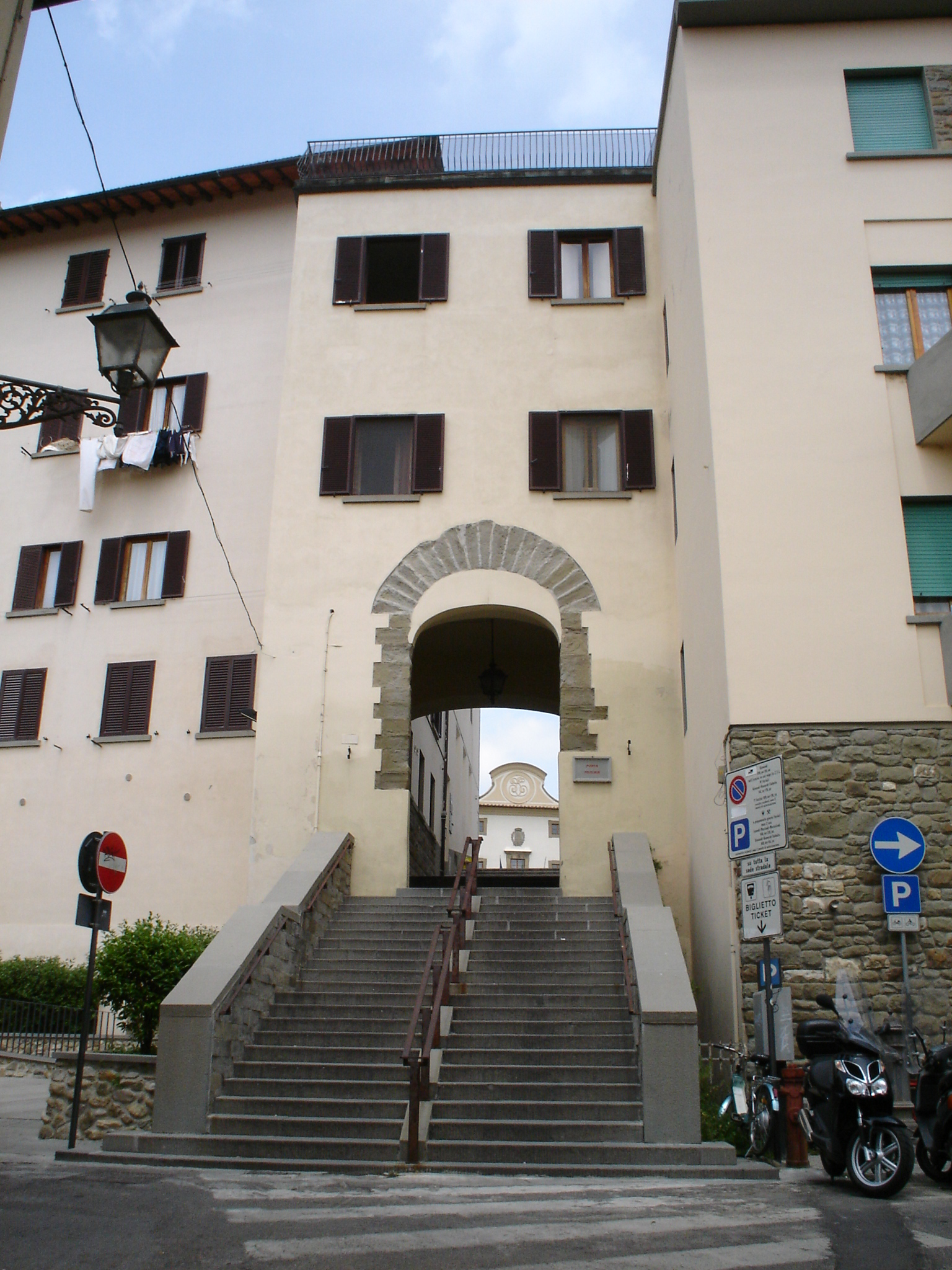
Porta Filicaia